# Bruz Lajos
Lugosi Bruz Lajos (?, 1817. – Kolozsvár, 1856. június 22.) ügyvéd, történetkutató, író.

## Pályafutása
Jogi tanulmányokat folytatott. 1848-ban Szászváros tanácsnoka volt; az 1848–49-es forradalom és szabadságharc alatt a szászvárosi nemzetőrség hadnagyává választották. 1849. áprilisától honvéd hadnagyként szolgált az Erdélyi Főparancsnokság katonai irodáján Nagyszebenben, májusban ugyanott főhadnaggyá és irodavezetővé nevezték ki. Augusztusban Bánffyhunyadnál súlyosan megsebesült. Kossuth Hírlapját ő tudósította az erdélyi szászokkal kapcsolatos témákról.
Halálakor Vass József piarista tanár és történetíró írt róla nekrológot, amely az Erdélyi Múzeumban jelent meg (1856. 16. szám).

## Munkássága
Hunyad vármegye történeti emlékeivel foglalkozott. Az 1848–49-es forradalom és szabadságharc idején 
Népregét irt az Életképekbe (1848. II.), történelmi cikkeket az Uj Magyar Múzeumba (1853.), Kolozsvári Hetilapba (1853. 14. 49. 51. sz.), Erdélyi Naptárba (1854), Kenyérvizy álnév alatt a Vasárnapi Ujságba (1856.) Hazai tájképek című cikksorozatának I. része: A csigmői barlang, az Erdélyi Múzeumban jelent meg (1856.)
Dr. Fodor Józseffel közösen egy 3-4 kötetes művet terveztek írni Erdély régiségei és természeti ritkaságai címmel.